# رقص آغیر قاراداغی
آغیر قاراداغی (به ترکی آذربایجانی: Ağır Qaradağı) (به انگلیسی: Agir Karadagi) از جمله رقصهای آرام و فولکلوریک قدیمی اهالی آذربایجان است.
ملودی رقصی است که در قره داغ آفریده شده است. در شکی و زاکاتالا بسیار مرسوم است. سرعت اجرای آن آرام است.